# Château d'Estissac
Le château d'Estissac est un château détruit situé à Estissac, en France. Il est aussi connu comme château de Saint-Liébault, Saint-Liébaud ou Saint-Lyébaud.

## Localisation
Le château est situé sur la commune d'Estissac, dans le département français de l'Aube, à environ 22 km à l'ouest de Troyes et 18 km à l'ouest du département de l'yonne.

## Toponymie
D'après Corrard de Bréban, le nom d'Estissac remonte à Louis François Armand de La Rochefoucault (1695-1783) : sa mère Marie-Henriette d'Alloigny a hérité la seigneurie de son parent Henri-Charles du Cambout, évêque de Metz. Lorsque Louis François Armand épouse sa cousine Marie-Elisabeth de La Rochefoucauld (°1718), il fait ériger la seigneurie de Villemaur-Saint-Liébault en duché héréditaire sous le titre d'Estissac, en 1758. Ce nouveau nom est tiré d'une paroisse du Périgord, près de Bergerac (Saint-Hilaire-d'Estissac ?).

## Historique
Il y a des traces d'un château fort dès le XIIIe siècle, en 1398 il est cité comme ayant deux fossés et des murs, un colombier et une basse-cour. Le château est occupé par le parti anglais avant d'être repris pour Charles VII en 1431. Il est alors rasé mais le parti anglo-bourguignon revient en 1432 pour le relever et l'occuper. Le bailli de Troyes envoie alors un parti pour l'araser complètement.
Le château est reconstruit en 1440, Marguerite de Fontenay épouse de Jean de Courcelles, obtenant l'autorisation sur l'emplacement d'un ancien château fort, avec pont levis, fossés et boulevard ; mais il est de nouveau détruit pendant les guerres de religion avec la Ligue. L'amiral de Montmorency fait reconstruire un grand bâtiment avec deux tours faisant l'angle et un jardin à la française. Le nouveau propriétaire, Jacques Vignier, le modifie profondément entre 1615 et 1632. Le chancelier Pierre Seguier y continue les embellissements et y fait travailler des peintres comme Nicolas Baudesson et François Girardon. Il reste dans la famille jusqu'à Henri-Charles du Camboust (1665-1732), évêque de Metz et sa parente Marie-Henriette d'Alloigny qui l'habite avec son fils Louis Armand François, duc d'Estissac.

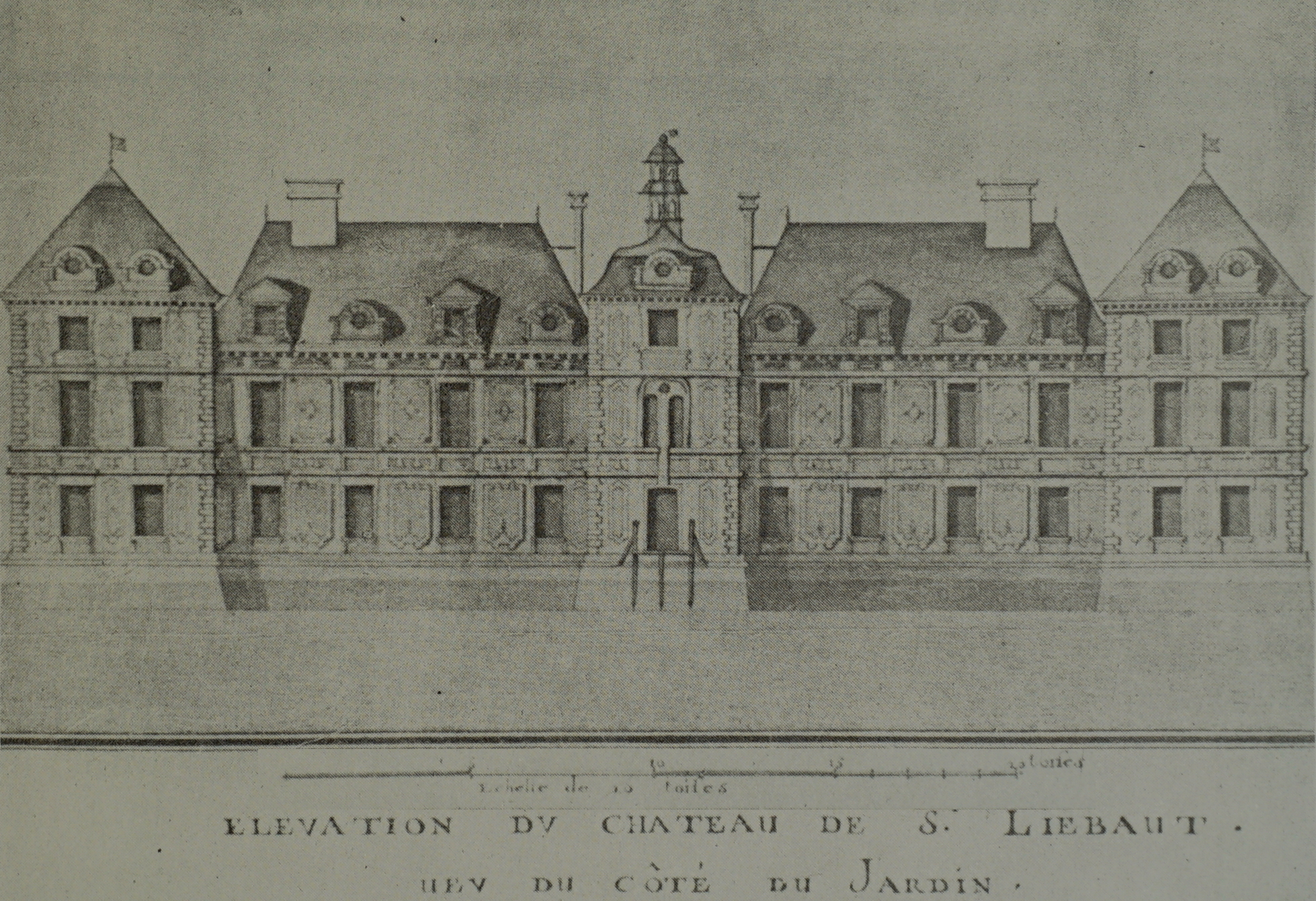
La façade du château sur parc, 1738.

François Alexandre Frédéric, duc de Liancourt et d'Estissac, émigre en 1792. Le château est saisi par les autorités locales en 1793. Le mobilier est vendu la même année et les œuvres d'art confisquées (une partie de ces œuvres ainsi séquestrées, provenant de ce château et d'ailleurs, disparaît sans traces - détruites (les conditions de stockage sont très mauvaises avant l'ouverture du musée Saint-Loup à Troyes, inauguré vers 1830), vendues ou volées[réf. nécessaire]. Le château lui-même est d'abord dégarni de son plomb de toiture puis transformé en mai 1794 en fabrique de salpêtre pour les armées ; cette fabrique cesse son activité en janvier 1795. En 1795, le château est vendu à Laurent Laguoguey, marchand de bois à Armentières, qui le fait détruire pour revendre les matériaux de construction.

## Description
Une description en est faite par la procureur fiscal Jean Chobert, en 1630. Au premier étage, après l'escalier d'honneur se trouvait une chambre aux tableaux et à côté la chapelle. Une autre était à fleur de lys et l'autre représentait la vie de Marie Stuart sur les murs. Au second étage se trouvait une pièce au trésor et une autre où se logeait le mécanisme de l'horlogerie du pavillon.

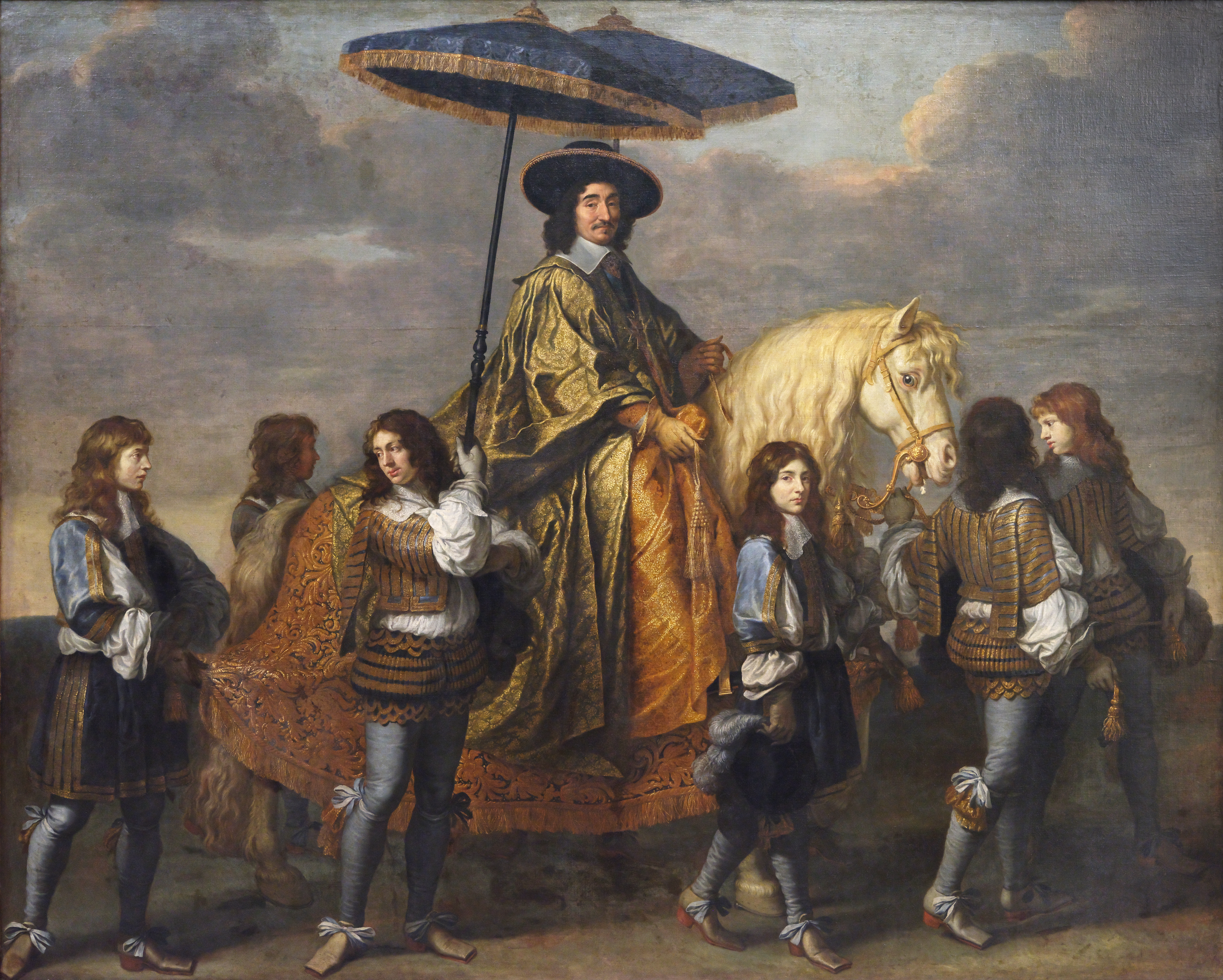
Le Chancelier Séguier,
musée du Louvre.

## Mobilier
Certaines de ses œuvres d'art font partie du premier fonds du musée des Beaux-Arts de Troyes[réf. nécessaire]. Parmi son mobilier, sont conservés cinq portraits de grands personnages propriétaires du château aux XVIIe et XVIIIe siècles, dont un tableau par Charles Lebrun du chancelier Pierre Séguier, représenté à cheval (tableau au musée du Louvre) ; un portrait du cardinal Coislin par Largillière, un portrait du maréchal de Nangis par Rigaud et deux portraits de La Rochefoucault, l'un en abbé et l'autre en cardinal et qui se trouvait à Rome.